# Регионални метаморфизам
Под  регионалним метаморфизмом подразумева се низ процеса који се одвијају на широком простору Земљине коре. Везан је за тектонске покрете где долази углавном до тоњења стена, када се повећавају притисак и температура – главни фактори преображаја стена. Притисци у регионалном метаморфизму могу бити и до неколико десетина бара, а температура до 800 °C. Температура расте са дубином и одређена је температурним градијентом. Код овог типа метаморфизма постоје две врсте притисака: хидростатички (литостатички), који зависи од дубине на којој се метаморфизам одвија, и стрес, који је последица дејства тектонских сила (покрета). Услед тога, често се овај метаморфизам означава као регионални динамотермални метаморфизам.